# Schönbach (Saksonia)
Schönbach (górnołuż. Šumbach) – miejscowość i gmina w Niemczech, w kraju związkowym Saksonia, w okręgu administracyjnym Drezno, w powiecie Görlitz, wchodzi w skład wspólnoty administracyjnej Neusalza-Spremberg.